# 鷲崎健・白井悠介のRadio X計画
鷲崎健・白井悠介のRadio X計画（わしざきたけししらいゆうすけのラジオ クロスプロジェクト）は、文化放送で放送されていたラジオ番組。

## 概要
「Radio X計画」は、「何か」と「何か」をクロスさせることで実現する「X計画」（クロスプロジェクト）を推進していくラジオ番組。番組のモットーは「楽しくなればいいなー」である。番組では、女性向けコンテンツブランドeXtendの最新情報をチェックすることができる。

## 放送時間
文化放送
毎週日曜 0:30 - 1:00 （2015年10月4日 - 2017年4月1日）

## 番組構成
オープニング
フリートーク
計画のたまご
リスナーが、現在企んでいる計画をこっそり教える。計画は現在進行中でも、まだまだ考え中のものでも、なんでもOK。
鷲崎健 女性好感度アップ計画
鷲崎健を女性向けコンテンツブランドeXtendの番組のメインパーソナリティを担当するのにふさわしい、女性に人気のあるパーソナリティにしていこうという計画。
白井悠介 補完計画
白井悠介を「ラジオパーソナリティとして」もっと成長させていこうという計画。
RYO-ZAN-PAKU計画
番組が「面白そう」「クロスしてみたい」等と思った男性声優をゲストに呼ぶ計画。 最終的に１０８人の漢（おとこ）を集めることを目的としている。
- 増田俊樹
第2回、第3回
- 福山潤
第6回、第7回
- 小林裕介
第10回、第11回
- 山本和臣
第12回、第13回
- 森久保祥太郎
第20回、第21回
- 田丸篤志
第24回、第25回
- 下野紘
第28回、第29回
- 鈴村健一
第32回、第33回
- 豊永利行
第34回、第35回
- 内田雄馬
第38回、第39回
- ランズベリー・アーサー
第42回、第43回
- 村瀬歩
第44回、第45回
- 上村祐翔
第48回、第49回
- 岡本信彦
第54回、第55回
- 榎木淳弥
第58回、第59回
- 代永翼
第62回、第63回
- 武内駿輔
第66回、第67回
- 蒼井翔太
第69回、第70回
- 畠中祐
第72回、第73回
- 遊佐浩二
第76回、第77回

お知らせ
女性向けコンテンツブランドeXtendからのお知らせや、最新情報の公開などがある。
エンディング
番組内容を振り返ったフリートーク。投稿先の住所やメールアドレスなどの告知、次回のゲストの告知がされる。
アシスタント白井悠介の一人計画
番組アシスタントの白井悠介が番組本編放送終了後にスタジオに一人残って、その日の放送の反省をする。